# التهاب البريتون
التهاب الصِّفاق أو التهاب البريتون (بالإنجليزية: Peritonitis) هو التهاب الغشاء البريتوني المبطن لجدار البطن الداخلي والذي يغطي أعضاء البطن، وقد تشمل الأعراض الألم الشديد، أو تورم في البطن، أو الحمى، أو فقدان الوزن، وقد يكون الألم في جزء واحد من البطن أو يشمل البطن بأكملها، وقد تشمل المضاعفات: الصدمة ومتلازمة الضائقة التنفسية الحادة.
وتشمل الأسباب انثقاب القناة المعوية، أو التهاب البنكرياس، أو مرض التهاب الحوض، أو قرحة المعدة، أو تليف الكبد أو تمزق الزائدة الدودية، بينما تشمل عوامل الخطر الاستسقاء والغسيل الكلوي البريتوني، ويعتمد التشخيص بشكل عام على الفحص، واختبارات الدم، والتصوير الطبي.
وغالبا ما يشمل العلاج المضادات الحيوية، والسوائل الوريدية، وأدوية الألم، والجراحة، وقد يتضمن تدابير أخرى، مثل أنبوب أنفي معدي أو نقل دم. وبدون علاج، قد تحدث الوفاة في غضون أيام قليلة. ويصاب حوالي 7.5 ٪ من الناس بالتهاب الزائدة الدودية في وقت ما، بينما يعاني حوالي 20 ٪ من المصابين بالتليف الكبدي الذين يتلقون العلاج في المستشفى من التهاب الصفاق.

## المسببات

### العدوى
- إن ثقب جزء من الجهاز الهضمي هو السبب الأكثر شيوعا لالتهاب الصفاق، وتشمل الأمثلة انثقاب الجزء البعيد من المريء (متلازمة بورهاف)، أو المعدة (قرحة هضمية، سرطان معدي)، أو من الاثني عشر (قرحة هضمية)، أو من الأمعاء المتبقية (على سبيل المثال، التهاب الزائدة الدودية، والتهاب الرتوج، ورتج ميكل، وداء الأمعاء الالتهابي، واحتشاء الأمعاء، وخنق الأمعاء، وسرطان القولون والمستقيم، والتهاب الصفاق بالعقي)، أو من المرارة (التهاب المرارة)، ومن الأسباب الأخرى المحتملة للانثقاب: الرضة البطنية، أو ابتلاع جسم غريب حاد (مثل عظم السمك، أو المسواك أو شظايا الزجاج)، أو الانثقاب بواسطة المنظار الداخلي أو القسطرة، والتسريب من المفاغرة. ومن الصعب تشخيص الحالة الأخيرة في وقت مبكر، حيث أن الألم البطني والانسداد المعوي يعتبران طبيعيين في المرضى الذين خضعوا للتو لعملية جراحية في البطن. وفي معظم حالات انثقاب عضو أجوف، يتم عزل بكتيريا مختلطة، وتشمل الكائنات الأكثر شيوعًا العصيات سالبة الجرام (على سبيل المثال، الإشريكية القولونية) والبكتيريا اللاهوائية (على سبيل المثال، العصوانية الهشة). وينتج التهاب الصفاق البرازي عن وجود البراز في التجويف البريتوني، كما يمكن أن ينتج عن الصدمة البطنية ويحدث إذا كانت الأمعاء الغليظة مثقوبة أثناء الجراحة.[10]
- قد يسبب اضطراب الصفاق، حتى في حالة عدم وجود ثقب في الأعضاء المجوفة، عدوى ببساطة عن طريق ترك الميكروبات في التجويف البريتوني. وتشمل أمثلة ذلك الصدمة، والجرح الجراحي، والغسيل الكلوي البريتوني المستمر، والعلاج الكيميائي الداخلي البريتوني. وفي معظم الحالات، يتم عزل بكتيريا مختلطة، وتشمل البكتيريا الأكثر شيوعًا الأنواع الجلدية مثل المكورات العنقودية الذهبية، ولكن هناك العديد من الأنواع الأخرى المحتملة، بما في ذلك الفطريات مثل المبيضات.[11]
- التهاب الصفاق الجرثومي العفوي (SBP) هو شكل غريب من التهاب الصفاق يحدث في غياب مصدر واضح للتلوث. ويحدث في المرضى الذين يعانون من استسقاء، خاصة في الأطفال.
- يؤهب الغسيل البريتوني لعدوى البريتوني (يطلق عليه أحيانا «التهاب الصفاق الأولي»).
- نادرا ما تتضمن العدوى الجهازية (مثل مرض السل) البريتوني.
- مرض التهاب الحوض.[12]

### أسباب أخرى
- تسرب سوائل الجسم إلى الصفاق، مثل الدم (على سبيل المثال، التهاب بطانة الرحم، والصدمة الكليلة في البطن)، وعصارة المعدة (كما في حال القرحة الهضمية، وسرطان المعدة)، والعصارة الصفراوية (على سبيل المثال، خزعة الكبد)، والبول (في حال صدمة الحوض)، والطمث (مع التهاب البوق)، وعصارة البنكرياس (مع التهاب البنكرياس)، أو حتى محتويات كيسة جلدانية ممزقة. ومن المهم ملاحظة أنه في الوقت الذي تكون فيه سوائل الجسم معقمة في البداية، إلا أنها تصاب بالعدوى عندما تتسرب من العضو، مما يؤدي إلى التهاب البريتون في غضون 24 إلى 48 ساعة.
- تسبب جراحة البطن المعقمة، في ظل الظروف العادية، التهاب الصفاق المعمم أو الحد الأدنى المعمم، والتي قد تترك وراءها ردود فعل جسم غريب أو التصاقات تليفية. ومع ذلك، قد يكون سبب التهاب الصفاق أيضا ترك جسم غريب معقم عن غير قصد في البطن بعد الجراحة (على سبيل المثال، الشاش، والاسفنج).
- قد تشمل الأسباب النادرة التي لا يكون سبها عدوى: حمى البحر الأبيض المتوسط، والمتلازمة الدورية المرتبطة بمستقبل عامل نخر الورم، والبورفيريا، والذئبة الحمامية الشاملة.

### عوامل الخطر
- تاريخ مرضي سابق لالتهاب الصفاق
- تاريخ مرضي بإدمان الكحول
- مرض الكبد
- تراكم السوائل في البطن
- ضعف نظام المناعة
- مرض التهاب الحوض

## الأعراض
يمكن أن يتسبب التهاب الصفاق المزمن في جعل الأنسجة تنمو داخل بعضها، مما يؤدي إلى عدم قيام الأمعاء بوظيفتها على الوجه الصحيح.

### ألم البطن
ومن الأعراض الرئيسية لالتهاب الصفاق: آلام البطن الحادة، والحماية البطنية، التي تتفاقم عن طريق تحريك البريتوني مع السعال (لذا يمكن استخدام السعال القسري كاختبار)، أو ثني الوركين، أو استنباط علامة بلومبيرغ (التي تعني أن الضغط باليد على البطن يثير ألم أقل من إطلاق اليد فجأة، الذي سيؤدي إلى تفاقم الألم بسبب رجوع البريتوني إلى مكانه). صلابة البطن (الانقباضات اللاإرادية لعضلات البطن) هي العلامة الأكثر تحديدا لتشخيص التهاب الصفاق، ويشار أحيانا إلى وجود هذه العلامات في المريض على أنه تهيج الصفاق. ويعتمد تحديد هذه المظاهر على ما إذا كان التهاب الصفاق موضعيًا (على سبيل المثال، التهاب الزائدة الدودية أو التهاب الردب)، أو معممًا على البطن بالكامل. وفي كلتا الحالتين، يبدأ الألم عادة كآلام بطنية معممة (مع تورط ضعيف للتعصيب المحلي للطبقة البريتونية الحشوية)، وقد تصبح موضعية في وقت لاحق (مع إشراك الطبقة البريتونية الجدارية المعصبة). والتهاب الصفاق هو مثال على التهاب البطن الحاد.

### أعراض أخرى
- صلابة البطن المنتشرة، وعادة ما تكون موجودة مع التهاب الصفاق المعمم.
- الحمى.
- تسرع القلب الجيبي.
- تطور الانسداد المعوي، الذي غالبا ما يسبب الغثيان، والتقيؤ، والانتفاخ.

### المضاعفات
- قد يؤدي عزل السوائل والكهارل، كما يتضح من انخفاض الضغط الوريدي المركزي، إلى اضطرابات الكهارل، بالإضافة إلى نقص حجم الدم بشكل كبير، مما قد يؤدي إلى حدوث صدمة وفشل كلوي حاد.
- قد يتكون خراج صفاقي (فوق أو تحت الكبد، أو في الثرب الأصغر).
- قد يحدث إنتان؛ لذلك يجب القيام بإجراء مزرعة دم.
- يتضمن التهاب الصفاق المعقد عادة العديد من الأعضاء.

## التشخيص
يستند تشخيص التهاب الصفاق في المقام الأول على المظاهر السريرية المذكورة أعلاه. الصلابة (الانقباضات اللاإرادية لعضلات البطن) هي العلامة الأكثر تحديدا لتشخيص التهاب الصفاق (نسبة الأرجحية: 3.9)، وإذا كان هناك اشتباه قوي في التهاب الصفاق، يتم إجراء الجراحة دون مزيد من التأخير لإجراء تحقيقات أخرى. وقد يكون هناك زيادة في عدد الكريات البيضاء، ونقص بوتاسيوم الدم، وفرط صوديوم الدم، والحماض، ولكنها ليست علامات محددة. وقد تكشف الأشعة السينية على البطن عن أمعاء متوسعة متوذمة، على الرغم من أن مثل هذه الأشعة السينية مفيدة بشكل أساسي للبحث عن استرواح الصفاق، وهو مؤشر على ثقب الجهاز الهضمي. ومازال فحص البطن بأكملها بالموجات فوق الصوتية خاضعا للدراسة، ومن المرجح أن يتوسع في المستقبل، وقد يكون التصوير المقطعي مفيدًا في تمييز أسباب آلام البطن. وإذا استمر الشك، فقد يتم إجراء غسيل استكشافي للغشاء البريتوني أو تنظير البطن. وفي المرضى الذين يعانون من الاستسقاء، يتم إجراء تشخيص التهاب الصفاق عن طريق البزل، حيث يعتبر وجود أكثر من 250 خلية متعددة الأشكال في كل ميكرولتر علامة تشخيصية. وبالإضافة إلى ذلك، فإن صبغة جرام تكون دائما سلبية، في حين أن زراعة السائل البريتوني يمكن أن تحدد الكائنات الدقيقة المسؤولة، وتحدد حساسيتها للمواد المضادة للميكروبات.

### علم الأمراض
في الظروف العادية، يظهر الصفاق رمادي لامع، ويصبح باهتا بعد ظهور التهاب الصفاق بـ2-4 ساعات، مع وجود سائل مصلي أو متعكر قليلا في البداية. وفي وقت لاحق، يصبح الإفراز قيحي بشكل واضح، ويصبح كثيف القوام في المرضى الذين يعانون من الجفاف، وتختلف كمية الإفرازات المتراكمة على نطاق واسع، حيث يمكن أن تنتشر إلى الصفاق كله، أو أن تكون محاطة بغشاء الأمعاء الشحمي الكبير والأحشاء. ويتميز الالتهاب بانتشار العدلات مع نضح صديدي.

## العلاج
اعتمادا على شدة حالة المريض، قد يشمل علاج التهاب الصفاق ما يلي:
- تدابير داعمة عامة، مثل تعويض الجسم عن السوائل عن طريق الوريد وتصحيح اضطرابات الكهارل.
- عادةً ما تُعطى المضادات الحيوية عن طريق الوريد، ولكنها قد تُعطى مباشرة في الغشاء البريتوني. وغالباً ما يتكون الاختيار التجريبي للمضادات الحيوية واسعة الطيف من عقاقير متعددة، ويجب أن يستهدف العوامل الأكثر احتمالاً، اعتمادًا على سبب التهاب الصفاق (انظر أعلاه)؛ وبمجرد نمو عامل واحد أو أكثر في المزارع المعزولة، سيكون العلاج موجهًا ضده.
- يجب تغطية الكائنات الإيجابية والسلبية بصبغة جرام. ومن السيفالوسبورينات، يمكن استخدام سيفوكسيتين وسيفوتيتان لتغطية البكتيريا إيجابية الجرام، والبكتيريا سلبية الجرام، والبكتيريا اللاهوائية، ويمكن أيضًا استخدام بيتا لاكتام مع مثبطات بيتا لاكتاماز، ومن الأمثلة على ذلك الأمبيسلين/ سولباكتام، وبايبيرسيلين/ تازوباكتام، وتيكارسيلين/ حمض الكلافولينيك.[14] كاربابينيم هي أيضا خيار عند علاج التهاب الصفاق الأولي حيث أن جميعها تغطي إيجابيات جرام، وسلبيات جرام، واللاهوائيات باستثناء إيرتابينيم. الفلوروكينولون الوحيد الذي يمكن استخدامه هو موكسيفلوكساسين؛ لأنه الوحيد الذي يغطي اللاهوائيات. وأخيرا، تيغيسيكلين هو التتراسيكلين الذي يمكن استخدامه بسبب تغطيته لإيجابيات وسلبيات الجرام. وغالباً ما يتطلب العلاج التجريبي عدة أدوية من فئات مختلفة.
- يكون هناك حاجة لإجراء عملية جراحية (استكشاف بطني) لإجراء استكشاف كامل وغسيل البريتوني، وكذلك لتصحيح أي ضرر تشريحي قد يكون تسبب في التهاب الصفاق،[15] والاستثناء هو التهاب الصفاق الجرثومي العفوي، والذي لا يستفيد دائما من الجراحة ويمكن معالجته بالمضادات الحيوية في المقام الأول.

## توقع سير المرض
إذا تم علاج التهاب الصفاق بشكل صحيح، فإن الحالات النموذجية للالتهاب الصفاق المصحوبة بالتدخل جراحيا (مثل قرحة هضمية مثقوبة، والتهاب الزائدة الدودية، والتهاب الرتج) لديها معدل وفيات حوالي <10٪ في المرضى الأصحاء، ويرتفع معدل الوفيات إلى حوالي 40 ٪ لدى كبار السن، أو الذين يعانون من أمراض كامنة خطيرة، وكذلك الحالات التي تتأخر في ظهور الأعراض (بعد 48 ساعة).
دون علاج، يسبب التهاب الصفاق المعمم الموت، وتوفي الساحر هاري هوديني بهذه الطريقة بعد أن أصيب بالتهاب الصفاق العقدي بعد تمزق الزائدة الدودية وإزالتها بعد فوات الأوان؛ لمنع انتشار العدوى.

## أصل الكلمة
مصطلح "التهاب الصفاق peritonitis" يأتي من اليونانية "περιτόναιον peritonaion، حيث peritoneum بمعنى "الغشاء البطني" وitis بمعنى "التهاب".

## روابط خارجية
- openabdomen.org - التهاب الصفاق، العلاج الطبي والجراحي

- https://web.archive.org/web/20080426060424/http://www.mawared.org/hfap/node/3731